# Souvenirs (альбом The Gathering)
Souvenirs — седьмой студийный альбом нидерландской рок-группы The Gathering, выпущен в феврале 2003 года на независимом лейбле Psychonaut Records, основанном группой в 1999 году.

## Об альбоме
Souvenirs стал первым полноформатным альбомом The Gathering, выпущенным после того, как они разошлись с Century Media Records, и первым на лейбле Psychonaut Records. Также это последний альбом, в создании которого участвовал басист Хьюго Принсен Гирлингс.

## Список композиций
- Музыка — The Gathering & Zlaya Hadzich
- Слова — Аннеке ван Гирсберген, кроме 6-7 — Аннеке ван Гирсберген & Zlaya Hadzich

1. «These Good People» — 5:53
2. «Even The Spirits Are Afraid» — 6:44
3. «Broken Glass» — 4:57
4. «You Learn About It» — 5:07
5. «Souvenirs» — 6:05
6. «We Just Stopped Breathing» — 6:49
7. «Monsters» — 4:23
8. «Golden Grounds» — 4:51
9. «Jelena» — 10:06
10. «A Life All Mine» — 5:06

## Участники записи
- Аннеке ван Гирсберген — вокал
- Рене Рюттен — гитара
- Ханс Рюттен — ударные, перкуссия
- Франк Буйен — клавишные, программирование
- Хюго Принсен Герлингс — бас

### Приглашённые музыканты
- Кристоффер Ригг (Ulver) — вокал на «A Life All Mine»
- Dorothy — бэк-вокал на «You Learn About It»
- Wouter Planteijdt — гитара на «These Good People» и «You Learn About It»
- Mathias Eick — труба на «We Just Stopped Breathing»
- Kid Sublime — бит на «We Just Stopped Breathing»
- Michael Buyens — бас на «You Learn About It» и «Monsters»